# China Crisis
China Crisis är en brittisk grupp bildad 1979 i Kirkby utanför Liverpool av Eddie Lundon (gitarr, sång) och Gary Daly (keyboards, sång). De fick en hit med låten "Wishful Thinking" 1983.

## Biografi
Duon experimenterade till en början en hel del med synthar och elektronik men hämtade även inspiration från en mängd andra musikstilar, allt ifrån new wave till soul, funk och reggae. Gruppen, kompletterad med Dave Reilly (trummor), albumdebuterade 1982 med Difficult Shapes & Passive Rhythms och fick några smärre hits med "African and White" samt "Christian". 
Det stora kommersiella genombrottet kom med albumet Working with Fire and Steel – Possible Pop Songs Volume Two 1983 och deras största singelhit "Wishful Thinking". Då hade Reilly ersatts av Kevin Wilkinson och även Gary Johnson (elbas) hade knutits som fast medlem till gruppen. På detta album medverkade även Steve Levy (oboe, saxofon) som bidrog till gruppens speciella sound. 1985 kom Flaunt the Imperfection med hitlåtarna "Black Man Ray" och "King In Catholic Style", ett nära samarbete med producenten, musikern och arrangören Walter Becker som visade upp starka influenser från dennes grupp Steely Dan och som även den blev en stor framgång. 
Efter den mindre lyckade uppföljaren What Price Paradise, med Brian MacNeil (keyboards) som ny medlem, dröjde det tre år till nästa album Diary of a Hollow Horse. Trots en del positiv kritik bekräftade den dock att intresset för gruppen hade svalnat. På 1990-talet återkom Daly och Lundon med ytterligare ett album som duo men i övrigt var det nästan helt tyst kring bandet fram till 2007 då de började ge ett antal konserter i England för att fira gruppens 25-årsjubileum.
År 2015 utgav de ett nytt album Autumn In the Neighbourhood, deras första studioalbum på 21 år.

## Medlemmar
Nuvarande medlemmar
- Gary Daly – sång, synthesizer (1979–)
- Eddie Lundon – gitarr, sång (1979–)

Tidigare medlemmar
- Dave Reilly – trummor, percussion (1981–1983)
- Gazza Johnson – basgitarr (1983–1989, 1995)
- Kevin Wilkinson – trummor, percussion (1983–1989, 1995; död 1999)
- Walter Becker – synthesizer, percussion (1985; död 2017)
- Brian McNeill – synthesizer, sång (1985–1989, 1995)

## Diskografi (i urval)
Studioalbum
- Difficult Shapes & Passive Rhythms (1982)
- Working with Fire and Steel – Possible Pop Songs Volume Two (1983)
- Flaunt the Imperfection (1985)
- What Price Paradise (1986)
- Diary of a Hollow Horse (1989)
- Warped by Success (1994)
- Autumn In the Neighbourhood (2015)

Livealbum
- Acoustically Yours (1995)
- China Greatness Live (2011)

Samlingsalbum
- Ultimate Crisis (2012)

Singlar (topp 20 på UK Singles Chart)
- "Christian" (1982) (#12)
- "Wishful Thinking" (1983) (#9)
- "Black Man Ray" (1985) (#14)
- "King in a Catholic Style (Wake Up)" (1985) (#19)